# Мануела Веласко
Мануела Веласко Дијез (шп. Manuela Velasco Díez; рођена 23. октобра 1975. у Вигу) шпанска је телевизијска водитељка и глумица. Најпознатија је по улози Анхеле Видал, финалне девојке и једине преживеле у хорор филмском серијалу REC. За ову улогу добила је награду на филмском серијалу у Сиџесу, као и престижну Награду Гоја.
Појавила се и у неколико популарних шпанских сапуница, као што су Испричај ми како је било, Црвени орао и Велвет.

## Биографија и каријера
Рођена је 1975. у Мадриду. Њена мајка је Марија Хосе Дијез, а отац Мануел Веласко. Има сестру Карлоту. Њена тетка је позната глумица Конча Веласко.
Каријеру је започела 1983, а прву значајну улогу добила 1987. у комичном трилеру редитеља Педра Алмодовара, Закон пожуде. Током остатка 1980-их и 1990-их појавила се у још неколико мањих филмова и телевизијских серија. Током 2005. водила је емисију Куатросфера.
Године 2007. постиже највећи успех у каријери улогом новинарке Анхеле Видал у хорор филму REC. За ову улогу добила је Награду Гоја за најбољу нову глумицу. Награђена је и на филмском фестивалу у Сиџесу, а осим тога била је номинована и за Фангоријину награду за најбољу главну глумицу.
Две године касније вратила се у исту улогу у наставку, REC 2. Исте године појавила се у шпанској верзији серије Живот на Марсу. Током 2010. тумачила је лик Евгеније де Молине у ТВ серији Црвени орао.
Године 2014. се по трећи пут нашла у улози Анхеле Видал, у последњем делу квадрилогије REC, који носи назив REC 4: Апокалипса. У периоду 2014—2016 тумачила је лик Кристине Отеги у ТВ серији Велвет.
Прву улогу у позоришту имала је 2010. године, у представи Сви моји синови Артура Милера. Позоришту се вратила тек 7 година касније, у представи Под терапијом.
Од 2008. у вези је са Рафаелом Кастехоном.

## Филмографија
| Улоге Мануеле Веласко |                          |               |                    |              |
| Година                | Српски назив             | Изворни назив | Улога              | Напомена     |
| 1987.                 | Закон пожуде             |               | Ада                |              |
| 1998.                 | Породични доктор         |               |                    |              |
| 1999.                 | Пут за Сантијаго         |               | Карола             |              |
| 2000.                 | Централна болница        |               | Ева                |              |
| 2002.                 | Свети Антун Падовански   |               |                    |              |
| 2003—2005.            | Испричај ми како је било |               | Лоурдес            |              |
| 2007.                 | REC                      |               | Анхела Видал       | Награда Гоја |
| 2009.                 | Девојка од јуче          |               | Ана Валверде       |              |
| 2009.                 | Доктор Матео             |               | Хулиа Мунис        |              |
| 2009.                 | REC 2                    |               | Анхела Видал       |              |
| 2010—2011.            | Црвени орао              |               | Евгенија де Молина |              |
| 2012—2014.            | Аида                     |               | Ајноа              |              |
| 2014.                 | REC 4: Апокалипса        |               | Анхела Видал       |              |
| 2014—2016.            | Велвет                   |               | Кристина Отеги     |              |
| 2017.                 | Издаја                   |               | Изабел Фуентес     |              |